# Leichtathletik-Halleneuropameisterschaften 1980
Die 11. Leichtathletik-Halleneuropameisterschaften fanden am 1. und 2. März 1980 in Sindelfingen (Bundesrepublik Deutschland) statt. Austragungsort war der Glaspalast.

## Ergebnisse Männer

### 60 m
| Platz | Athlet              | Land | Zeit (s) |
| ----- | ------------------- | ---- | -------- |
| 1     | Marian Woronin      | POL  | 6,62     |
| 2     | Christian Haas      | FRG  | 6,62     |
| 3     | Alexander Aksinin   | URS  | 6,63     |
| 4     | Nikolai Kolesnikow  | URS  | 6,65     |
| 5     | Andrei Schljapnikow | URS  | 6,66     |
| 6     | Gianfranco Lazzer   | ITA  | 6,75     |

Finale am 1. März

### 400 m
| Platz | Athlet              | Land | Zeit (s) |
| ----- | ------------------- | ---- | -------- |
| 1     | Nikolai Tschernezki | URS  | 46,29    |
| 2     | Karel Kolář         | TCH  | 46,55    |
| 3     | Remigijus Valiulis  | URS  | 46,75    |
| 4     | Horia Toboc         | ROU  | 46,95    |

Finale am 2. März

### 800 m
| Platz | Athlet             | Land | Zeit (min) |
| ----- | ------------------ | ---- | ---------- |
| 1     | Roger Milhau       | FRA  | 1:50,2     |
| 2     | András Paróczai    | HUN  | 1:50,3     |
| 3     | Herbert Wursthorn  | FRG  | 1:50,4     |
| 4     | Klaus-Peter Nabein | FRG  | 1:51,4     |
| 5     | Koen Gijsbers      | NED  | 1:51,6     |
|       | Colomán Trabado    | ESP  | DQ         |

Finale am 2. März

### 1500 m
| Platz | Athlet              | Land | Zeit (min) |
| ----- | ------------------- | ---- | ---------- |
| 1     | Thomas Wessinghage  | FRG  | 3:37,6     |
| 2     | Ray Flynn           | IRL  | 3:38,5     |
| 3     | Pierre Délèze       | SUI  | 3:38,9     |
| 4     | Uwe Becker          | FRG  | 3:39,8     |
| 5     | Carlos Cabral       | POR  | 3:39,9     |
| 6     | Malcolm Edwards     | GBR  | 3:43,0     |
| 7     | Wladimir Malosemlin | URS  | 3:44,5     |
| 8     | José Manuel Abascal | ESP  | 3:45,3     |

Finale am 2. März

### 3000 m
| Platz | Athlet               | Land | Zeit (min) |
| ----- | -------------------- | ---- | ---------- |
| 1     | Karl Fleschen        | FRG  | 7:57,5     |
| 2     | Klaas Lok            | NED  | 7:57,9     |
| 3     | Hans-Jürgen Orthmann | FRG  | 7:59,9     |
| 4     | Bernhard Gatzke      | FRG  | 8:07,8     |
| 5     | Marios Kassianidis   | CYP  | 8:08,5     |
| 6     | Fulvio Costa         | ITA  | 8:20,8     |

Finale am 2. März

### 60 m Hürden
| Platz | Athlet            | Land | Zeit (s) |
| ----- | ----------------- | ---- | -------- |
| 1     | Juri Tscherwanjow | URS  | 7,54     |
| 2     | Romuald Giegiel   | POL  | 7,73     |
| 3     | Javier Moracho    | ESP  | 7,75     |
| 4     | Plamen Krastew    | BUL  | 7,79     |
| 5     | Andrei Prokofjew  | URS  | 7,84     |
| 6     | Jan Pusty         | POL  | 7,87     |

Finale am 2. März

### Hochsprung
| Platz | Athlet            | Land | Höhe (m) |
| ----- | ----------------- | ---- | -------- |
| 1     | Dietmar Mögenburg | FRG  | 2,31     |
| 2     | Jacek Wszoła      | POL  | 2,29     |
| 3     | Adrian Proteasa   | ROU  | 2,29     |
| 4     | Carlo Thränhardt  | FRG  | 2,26     |
| 5     | Marco Tamberi     | ITA  | 2,26     |
| 6     | Oleksij Demjanjuk | URS  | 2,26     |
| 7     | Ruud Wielart      | NED  | 2,26     |
| 8     | Roland Dalhäuser  | SUI  | 2,26     |

Finale am 2. März

### Stabhochsprung
| Platz | Athlet                | Land | Höhe (m) |
| ----- | --------------------- | ---- | -------- |
| 1     | Konstantin Wolkow     | URS  | 5,60     |
| 2     | Wladimir Poljakow     | URS  | 5,60     |
| 3     | Patrick Abada         | FRA  | 5,55     |
| 4     | Władysław Kozakiewicz | POL  | 5,50     |
| 5     | Sergei Kulibaba       | URS  | 5,40     |
| 6     | Antti Kalliomäki      | FIN  | 5,40     |
| 7     | Anton Paskalew        | BUL  | 5,40     |
| 8     | Mariusz Klimczyk      | POL  | 5,40     |

Finale am 1. März

### Weitsprung
| Platz | Athlet               | Land | Weite (m) |
| ----- | -------------------- | ---- | --------- |
| 1     | Winfried Klepsch     | FRG  | 7,98      |
| 2     | Nenad Stekić         | YUG  | 7,91      |
| 3     | Stanisław Jaskułka   | POL  | 7,85      |
| 4     | Joachim Busse        | FRG  | 7,85      |
| 5     | Wiktar Belski        | URS  | 7,79      |
| 6     | Jörg Klocke          | FRG  | 7,76      |
| 7     | Andrzej Klimaszewski | POL  | 7,73      |
| 8     | Rolf Bernhard        | SUI  | 7,72      |

Finale am 2. März

### Dreisprung
| Platz | Athlet             | Land | Weite (m) |
| ----- | ------------------ | ---- | --------- |
| 1     | Béla Bakosi        | HUN  | 16,86     |
| 2     | Jaak Uudmäe        | URS  | 16,51     |
| 3     | Hennadij Kowtunow  | URS  | 16,45     |
| 4     | Atanas Tschotschew | BUL  | 16,40     |
| 5     | Milan Spasojević   | YUG  | 16,38     |
| 6     | Klaus Kübler       | FRG  | 16,36     |
| 7     | Ramón Cid          | ESP  | 16,36     |
| 8     | Olli Pousi         | FIN  | 16,31     |

Finale am 1. März

### Kugelstoßen
| Platz | Athlet           | Land | Weite (m) |
| ----- | ---------------- | ---- | --------- |
| 1     | Zlatan Saračević | YUG  | 20,43     |
| 2     | Jaromír Vlk      | TCH  | 20,19     |
| 3     | Ivan Ivančić     | YUG  | 19,48     |
| 4     | Remigius Machura | TCH  | 18,56     |

Finale am 2. März

## Ergebnisse Frauen

### 60 m
| Platz | Athletin             | Land | Zeit (s) |
| ----- | -------------------- | ---- | -------- |
| 1     | Sofka Popowa         | BUL  | 7,11     |
| 2     | Linda Haglund        | SWE  | 7,14     |
| 3     | Ljudmila Kondratjewa | URS  | 7,31     |
| 4     | Zofia Bielczyk       | POL  | 7,34     |
| 5     | Wera Anissimowa      | URS  | 7,35     |
| 6     | Helinä Laihorinne    | FIN  | 7,37     |

Finale am 2. März

### 400 m
| Platz | Athletin             | Land | Zeit (s) |
| ----- | -------------------- | ---- | -------- |
| 1     | Elke Decker          | FRG  | 52,28    |
| 2     | Karoline Käfer       | AUT  | 52,70    |
| 3     | Tatjana Goischtschik | URS  | 52,71    |
| 4     | Rossiza Stamenowa    | BUL  | 53,06    |

Finale am 2. März

### 800 m
| Platz | Athletin              | Land | Zeit (min) |
| ----- | --------------------- | ---- | ---------- |
| 1     | Jolanta Januchta      | POL  | 2:00,6     |
| 2     | Anne-Marie Van Nuffel | BEL  | 2:00,9     |
| 3     | Liz Barnes            | GBR  | 2:01,5     |
| 4     | Elżbieta Katolik      | POL  | 2:02,3     |
| 5     | Wioleta Zwetkowa      | BUL  | 2:02,8     |
| 6     | Kirsti Voldnes        | NOR  | 2:02,8     |

Finale am 2. März

### 1500 m
| Platz | Athletin          | Land | Zeit (min) |
| ----- | ----------------- | ---- | ---------- |
| 1     | Tamara Koba       | URS  | 4:12,5     |
| 2     | Anna Bukis        | POL  | 4:13,1     |
| 3     | Mary Purcell      | IRL  | 4:14,2     |
| 4     | Natalja Kusnezowa | URS  | 4:14,4     |
| 5     | Sandra Arthurton  | GBR  | 4:23,1     |
| 6     | Vera Steiert      | FRG  | DNF        |

Finale am 2. März

### 60 m Hürden
| Platz | Athletin          | Land | Zeit (s) |
| ----- | ----------------- | ---- | -------- |
| 1     | Zofia Bielczyk    | POL  | 7,77     |
| 2     | Grażyna Rabsztyn  | POL  | 7,89     |
| 3     | Natalja Lebedewa  | URS  | 8,04     |
| 4     | Elżbieta Rabsztyn | POL  | 8,05     |
| 5     | Wera Komissowa    | URS  | 8,07     |
| 6     | Nina Morgulina    | URS  | 8,14     |

Finale am 1. März

### Hochsprung
| Platz | Athletin           | Land | Höhe (m) |
| ----- | ------------------ | ---- | -------- |
| 1     | Sara Simeoni       | ITA  | 1,95     |
| 2     | Andrea Mátay       | HUN  | 1,93     |
| 3     | Urszula Kielan     | POL  | 1,93     |
| 4     | Walentina Poluiko  | URS  | 1,90     |
| 5     | Petra Wziontek     | FRG  | 1,87     |
| 6     | Alessandra Fossati | ITA  | 1,87     |
| 7     | Ann-Ewa Karlsson   | SWE  | 1,87     |
| 8     | Elżbieta Krawczuk  | POL  | 1,84     |

Finale am 1. März

### Weitsprung
| Platz | Athletin            | Land | Weite (m) |
| ----- | ------------------- | ---- | --------- |
| 1     | Anna Włodarczyk     | POL  | 6,74      |
| 2     | Anke Weigt          | FRG  | 6,68      |
| 3     | Sabine Everts       | FRG  | 6,54      |
| 4     | Lidija Guschewa     | BUL  | 6,50      |
| 5     | Tatjana Kolpakowa   | URS  | 6,47      |
| 6     | Tetjana Skatschko   | URS  | 6,43      |
| 7     | Dorthe A. Rasmussen | DEN  | 6,31      |
| 8     | Beáta Fazekas       | HUN  | 6,13      |

Finale am 2. März

### Kugelstoßen
| Platz | Athletin           | Land | Weite (m) |
| ----- | ------------------ | ---- | --------- |
| 1     | Helena Fibingerová | TCH  | 19,92     |
| 2     | Eva Wilms          | FRG  | 19,66     |
| 3     | Beatrix Philipp    | FRG  | 17,59     |
| 4     | Cinzia Petrucci    | ITA  | 16,96     |
| 5     | Léone Bertimon     | FRA  | 16,45     |

Finale am 1. März